# Jérôme Bonaparte
Jérôme Bonaparte, född 15 november 1784 i Ajaccio, död 24 juni 1860 på slottet Villegénis i närheten av Paris, var en fransk furste. Han var son till Carlo Buonaparte och Laetitia Ramolino samt yngste bror till Napoleon I. Bonaparte var kung av kungariket Westfalen 1807–1813.

## Biografi

### Tidigt liv
Jérôme hade knappt hunnit sluta skolan förrän Napoleon I gjorde honom till militär, först vid hären och sedan inom flottan. Napoleon drömde om en karriär för sin yngste bror som storamiral och skickade 1803 iväg honom på en sjöexpedition till Västindien. Väl framkommen blev expeditionen jagad av engelska kryssare och tvangs gå in i amerikansk hamn. Där fick Jérôme ett fantastiskt mottagande i egenskap av förste konsulns bror. Han slog sig ned i Baltimore, där han den 24 december 1803 gifte sig med en rik och vacker köpmansdotter, Elizabeth Pattersson (1785–1879). Både Jérômes mor och hans bror, som strax därefter blev Frankrikes kejsare, förklarade äktenskapet som olagligt och uteslöt Jérôme från all arvsrätt till franska tronen.

### Karriär
Jérôme återvände till Frankrike 1805 tillsammans med sin amerikanska hustru; hon fick dock inte landstiga. Han gick med på att äktenskapet ogiltigförklarades och blev sedan konteramiral, fransk prins och "kejserlig höghet". Den 18 augusti 1807 utnämndes han till kung av det av Napoleon nygrundade kungariket Westfalen, där han kom att utveckla ett praktfullt hovliv, gladlynt och nöjeslysten som han var. Den 23 augusti 1807 gifte han om sig med Katharina av Württemberg (1783–1835), dotter till Fredrik I av Württemberg. 1813 förlorade han kronan, men stod vid Napoleons sida under de hundra dagarna och utnämndes till pär. Han vistades därefter utanför Frankrike. 1816 utnämndes han av Fredrik av Württemberg till furste av Montfort.

### Senare liv
Efter hans andra hustrus död 1835 gifte han sig för tredje gången den 19 februari 1853 med markisinnan Giustina Bartolini-Baldelli (född 27 november 1811, död 30 januari 1903).
Han fick 1847 tillstånd att återvända till Frankrike och inkallades 1848 av sin brorson Napoleon III. 1850 blev han marskalk, 1852 medlem av statsrådet och erhöll titeln fransk prins med eventuell arvsrätt till kronan.

## Barn
Barn (i första äktenskapet):
1. Jérôme (1805–1870), nordamerikansk godsägare; hans son Charles Joseph Bonaparte var 1906–1909 justitieminister i president Theodore Roosevelts kabinett och grundade 1908 the Bureau of Investigation, sedermera FBI.

Barn (i andra äktenskapet):
1. Jérôme Charles (1814–1847)
2. Mathilde (1820–1904) gift med furst Anatolij Demidov (skilda)
3. Napoleon-Jérôme-Joseph-Charles Bonaparte (1822–1891)

Från Jérôme härstammar den ännu fortlevande grenen av huset Bonaparte.